# Långtjärnen (Fjällsjö socken, Ångermanland, 706420-151079)
Långtjärnen är en sjö i Strömsunds kommun i Ångermanland och ingår i Ångermanälvens huvudavrinningsområde.